# Театр македонської опери та балету
Театр македонської опери та балету (мак. Македонска опера и балет, МОБ) — державний театр, що базується в столиці Македонії — Скоп'є.
Оперна та балетні трупи почали працювати під дахом Македонського народного театру в кінці 1940-х років. Перша оперна прем'єра, «Сільська честь» П. Масканьї, була представлена 9 травня 1947, балетна, «Вальпургієва ніч» — 27 січня 1949. До 2004 року народний театр працював за так званою «австроугорською» схемою, поєднуючи оперну, драматичні і балетну трупу. В 2004 році оперна і балетна трупа виділились в окрему організацію — «Македонську оперу та балет».
Після руйнівного землетрусу оперні та балетні вистави йшли в театральному центрі, з 1980-х років — у будівлі Національного театру. Після розділення колективу оперна і балетна трупа залишився в будівлі національного театру, а драматична отримала нове приміщення.

## Персоналії
- Таня Вуйсич-Тодоровська - лауреат Премії імені А. Ф. Шекери у галузі хореографічного мистецтва (2006)
- Чеботар Дмитро Олександрович - лауреат Премії імені А. Ф. Шекери у галузі хореографічного мистецтва (2016)